# Havran (berg i Tjeckien)
Havran är ett berg i Tjeckien.   Det ligger i regionen Plzeň, i den västra delen av landet, 150 km väster om huvudstaden Prag. Toppen på Havran är 894 meter över havet, eller 68 meter över den omgivande terrängen. Bredden vid basen är 1,8 km. Havran ingår i Český Les.
Terrängen runt Havran är kuperad åt nordväst, men åt sydost är den platt. Runt Havran är det ganska tätbefolkat, med 70 invånare per kvadratkilometer. Närmaste större samhälle är Tachov, 17,1 km öster om Havran. I omgivningarna runt Havran växer i huvudsak blandskog.